# Megachile yumensis
Megachile yumensis är en biart som beskrevs av Mitchell 1944. Megachile yumensis ingår i släktet tapetserarbin, och familjen buksamlarbin. Inga underarter finns listade i Catalogue of Life.